# Borsa Valori di Filadelfia
La Borsa di Filadelfia (Philadelphia Stock Exchange; PHLX) è la più antica borsa valori degli Stati Uniti d'America. Ha sede nella città di Filadelfia ed è controllata dal Nasdaq, che completò l'acquisizione nel 2007 per 652 milioni di dollari.
La borsa venne fondata nel 1790 con il nome di Board of Brokers of Philadelphia (comitato dei broker di Filadelfia), talvolta chiamata anche Philadelphia Board of Brokers. Nel 1875 il nome mutò nell'attuale Philadelphia Stock Exchange.
Nel 1949 avvenne una fusione con il Baltimore Stock Exchange, e la borsa venne rinominata Piladelphia-Baltimore Stock Exchange. Nel 1954 ebbe luogo un'ulteriore fusione, con la Washington Stock Exchange. Come conseguenza il nome mutò nuovamente in Piladelphia-Baltimore-Washington Stock Exchange. Nel 1969 la Borsa acquisì il Pittsburgh Stock Exchange.

## Storia

### 1790-1875: Board of Brokers
Nel corso dei suoi 200 anni di storia, la Borsa Valori di Filadelfia portò diversi nomi ed ebbe diverse sedi all'interno della città. La prima sede fu la Merchants Coffee House (Caffè dei mercanti), ora nota come City Tavern (Taverna Cittadina), all'incrocio tra la Seconda strada e Walnut.
Nel 1831 la Stephen Girard's Bank creò la Philadelphia Merchant's Exchange Company con l'obiettivo di erigere un nuovo edificio che ospitasse la Board of Brokers ed altri gruppi. La sede della Borsa venne spostata al Merchant Exchange Building, all'incrocio tra la Terza strada e Dock, nel 1834 a seguito di un incendio al Caffè dei Mercanti.
Il 20 giugno 1857 non venne eseguita alcuna operazione, poiché la cena annuale si sarebbe tenuta in quella data.
Il 1º gennaio 1874, il costo da sostenere per diventare membri era di 1000 dollari, i posti erano 198. La capitalizzazione di mercato si attestava intorno ai 350.000 dollari.

### 1875-1949: Philadelphia Stock Exchange
Nel 1875 il nome venne cambiato in Philadelphia Stock Exchange.
Nel 1876 la sede venne spostata al Girard Bank Building, precedentemente conosciuto come First Bank of the United States, dove rimase fino al 1888. Dal 1888 al 1902 venne utilizzato il Drexler Building, mentre tra il 1902 e il 1912 la Borsa tornò al Merchants Exchange Building. Nel 1913 la sede si spostò in un edificio al 1411 di Walnut Street, ora presente nel National Register of Historic Places.
Nel 1951 la Borsa venne spostata al 1401 della stessa via, al Central Penn Bank Building, dove rimase fino al 1966, anno in cui venne spostata in un edificio appositamente costruito (ora Sofitel Hotel) tra la Diciassettesima strada e Sansom. L'isolato al 1700 di Ionic Street, una stretta via a nord di questo edificio, venne rinominata Stock Exchange Place fino al 2017.
Nel dicembre 1968, a seguito della crisi finanziaria, la città di Filadelfia impose una tassa di 5 centesimi per ogni transazione di borsa effettuata tramite il PHLX. Per evitare la tassa, il 2 gennaio 1969 la sezione di trading venne spostata appena al di fuori dei confini cittadini, a Bala Cynwyd. Nel febbraio successivo la tassa fu dichiarata illegale, e la sezione di trading venne riportata al quartier generale.
Nel 1981 la sede cambiò ancora, per spostarsi tra la Diciannovesima strada e Market, dove rimase fino al 2017, anno in cui raggiunse la sede attuale, all'interno della FMC Tower.

### 1949-presente: Fusioni
Nel 1949 avvenne la prima fusione con la Borsa di Baltimora, che portò quest'ultima al trasferimento nella città di Filadelfia. Il nome della Borsa mutò in Philadelphia-Baltimore Stock Exchange a seguito di tale operazione.
Nel 1954 ebbe luogo la seconda fusione, con la Borsa di Washington. Il nome della Capitale venne quindi incluso nel nome della Borsa. Nel 1969 inoltre venne acquistata la Borsa di Pittsburgh. Fino al 1974 venne mantenuta una sala di trading sussidiaria in quest'ultima città.
Il 22 ottobre 1981 le operazioni della Chicago Board of Trade e della Borsa di Filadelfia vennero sospese per la sospetta presenza di bombe all'interno degli edifici, a seguito di chiamate anonime.
Nel 2005, diverse grandi aziende acquistarono quote della Borsa come protezione dal crescente potenziamento delle negoziazioni sulla Borsa di New York e sul Nasdaq. Queste aziende - Morgan Stanley, Citigroup, Credit Suisse First Boston, UBS, Merrill Lynch e Citadel LLC - sommate possedevano circa l'89% dell'intera Borsa.
Il 20 ottobre 2007, il quotidiano The Wall Street Journal diffuse la notizia che un gruppo di azionisti aveva intenzione di vendere le proprie quote della Borsa, per una cifra vicina ai 600 milioni di dollari.
Il 7 novembre 2007 il Nasdaq annunciò l'esistenza di un accordo definitivo per l'acquisto di PHLX per la cifra di 652 milioni di dollari, entro l'inizio del 2008. Il 24 luglio 2008 l'acquisizione venne portata a termine, venne così creato il terzo più grande mercato di opzioni degli Stati Uniti.
Il 29 ottobre 2012 la Borsa rimase chiusa per due giorni a causa dell'uragano Sandy. L'ultima volta che la Borsa rimase chiusa per due giorni di fila, fu il 12 e 13 marzo 1888.
Nel 2014, la Borsa gestiva transazioni per circa 3600 opzioni su azioni, 15 opzioni su indici ed un buon numero di opzioni su mercati valutari. Il PHLX deteneva oltre il 16% della quota di mercato degli Stati Uniti nel trading di azioni e opzioni su ETF.
Nel marzo 2020, il PHLX annunciò l'intenzione di passare temporaneamente al trading nella sola modalità elettronica il 23 marzo 2020, per via della pandemia di COVID-19. Il PHLX riaprì il 26 maggio 2020 in contemporanea con il NYSE e la Borsa di Boston.

## Orari d'apertura
Le sessioni di negoziazione standard iniziano alle 9:30 e terminano alle 16:00.